# 印度尼西亞—沙烏地阿拉伯關係
印度尼西亞－沙烏地阿拉伯關係，是伊斯蘭世界中值得注意的外交關係，因為一方是伊斯蘭教發源地，另一方是穆斯林人口最多的國家。兩個都是主要的穆斯林國家。經濟和貿易關係也特別重要，特別是在石油（能源）和人力資源部門。沙烏地阿拉伯在雅加達設有大使館，印度尼西亞設有利雅得大使館和吉達領事館。這兩個國家都是伊斯蘭合作組織和二十國集團主要經濟體的成員。

## 歷史
印度尼西亞和沙烏地阿拉伯之間的歷史聯繫是伊斯蘭教。在13世紀伊斯蘭教的來臨期間，許多穆斯林商人和烏理瑪從阿拉伯世界抵達印尼群島。作為穆斯林人口最多的國家，自20世紀初以來，印度尼西亞也派遣了最多朝覲者。印度尼西亞和沙特阿拉伯之間的官方外交關係於1950年展開，這兩個國家於2014年1月下旬簽署了防務合作協議。該協議主要涵蓋部隊訓練和反恐。

## 貿易
在2008年，兩國雙邊貿易額達近60億美元。由於石油和天然氣出口，沙特阿拉伯的貿易平衡非常有利，而印尼主要出口膠板，紡織品，服裝，棕櫚油，紙張和輪胎。

## 外勞和侵犯人權行為
沙特阿拉伯是很多印尼工人的主要雇主，大部分是從事家庭傭工。截至2009年，在沙烏地阿拉伯有大約100萬印尼工人。但是，有報導稱沙烏地阿拉伯雇主濫用印度尼西亞移民工人。 有報導稱人身虐待，有些導致印尼女傭死亡。大多數時候，沙烏地阿拉伯沒有執行正義，因為濫用者很少面臨比罰款更大的懲罰。 其中一些案例引起了全世界的關注。
另一個問題是在沙特阿拉伯面臨死刑的印度尼西亞工人的數量。 這些印尼女傭因涉嫌謀殺，巫術和性犯罪被捕。 2012年6月，大約32名印度尼西亞女傭被捕並被判死刑。 一些女傭早些時候被判處死刑。